# Tijolo romano

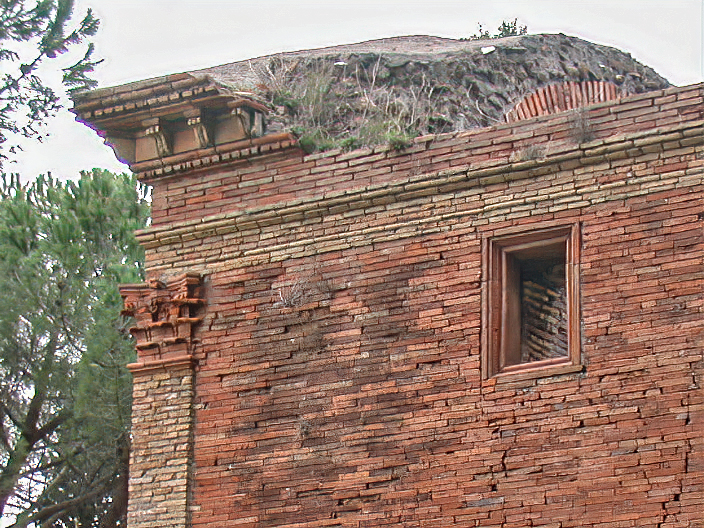
Túmulo romano na Via Ápia, em Roma, onde é utilizado o tijolo romano.

O tijolo romano é um tipo de tijolo desenvolvido pelos romanos. Foi um dos principais elementos de construção dos edifícios do império. Tinham uma forma um pouco fora do habitual, pois eram bastante compridos (6:2:1). Frank Lloyd Wright, arquitecto americano do século XX, utilizou este tipo de tijolo em muitas das suas obras.